# Alchemilla cataractarum
Alchemilla cataractarum är en rosväxtart som beskrevs av S. Fröhner. Alchemilla cataractarum ingår i släktet daggkåpor, och familjen rosväxter. Inga underarter finns listade i Catalogue of Life.